# Михайловка (Абанский район)
Михайловка — упразднённая деревня в Абанском районе Красноярского края России. На момент упразднения входила в состав Туровского сельсовета. Упразднена в 2001 году.

## География
Располагалась в восточной части Красноярского края, на правом берегу реки Михайловка (приток реки Абан), на расстоянии приблизительно 7 километров (по прямой) к юго-западу от села Турово.

## История
По данным на 1926 год деревня состояла из 85 хозяйств, имелась школа 1-й ступени. В административном отношении являлась центром Михайловского сельсовета Абанского района Канского округа Сибирского края.

## Население
По данным переписи 1926 года в деревне проживало 472 человека (242 мужчины и 230 женщин), основное население — русские.